# تمثال السير نايجل جريسلي

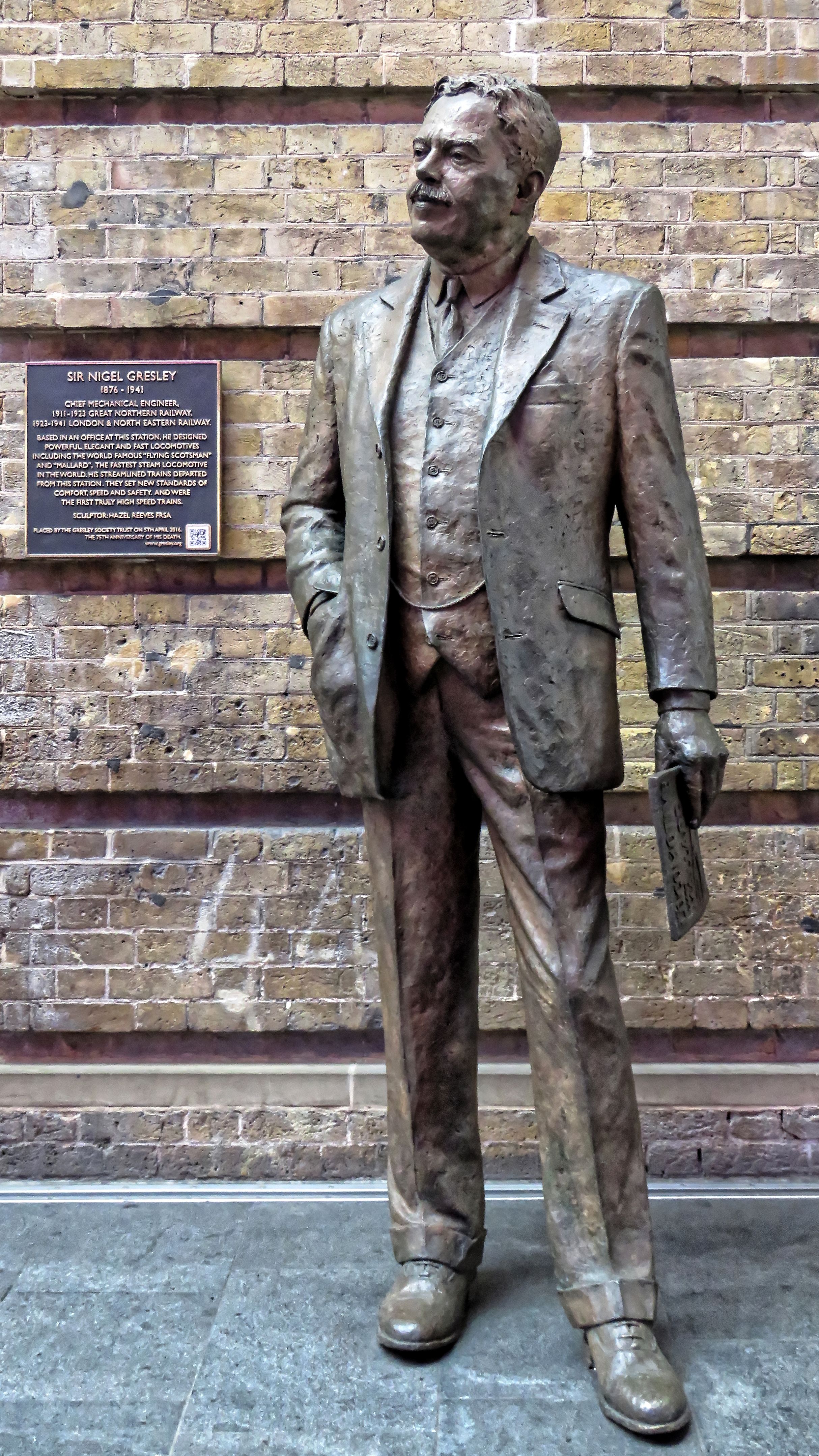
التمثال واللوحة

يقف تمثال السير نايجل جريسلي بالقرب من مكتب الحجز بمحطة لندن كينجز كروس للسكك الحديدية . تم تكليفه من قبل جمعية جريسلي تخليدا لذكرى السير نايجل جريسلي، وهو مصمم قاطرات عمل في المحطة، والذي سجل رقمًا قياسيًا في سرعة القاطرة البخارية غير المنقطعة في عام 1938م. تم تصميم التمثال من قبل هازل ريفز وتم صبه من البرونز.

## تمثال

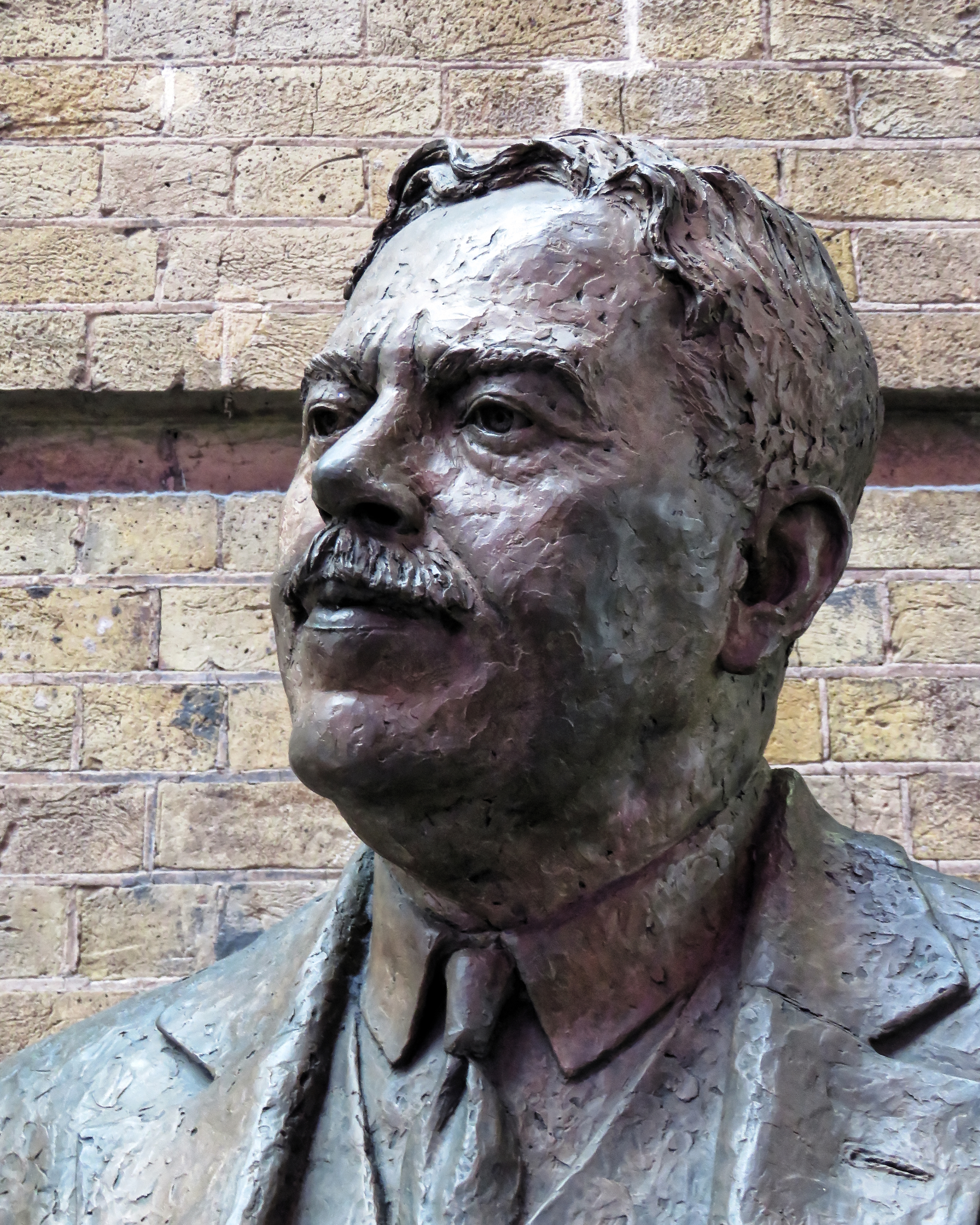
تفاصيل الوجه

جمعية جريسلي هي منظمة خيرية تضم حوالي 500 عضو مكرسة للحفاظ والاحتفال بأعمال السير نايجل جريسلي، مصمم قاطرات وكبير المهندسين الميكانيكيين في سكة حديد لندن والشمال الشرقي (LNER). أشرف جريسلي على تصميم وبناء 2150 قاطرة وعشرات الآلاف من القاطرات والعربات. سجلت إحدى قاطراته «مالارد»، الرقم القياسي لسرعة المحرك البخاري في عام 1938، والذي لا يزال قائماً حتى يومنا هذا. تلقت جمعية جريسلي وصية بقيمة 500000 جنيه إسترليني من تركة أحد الأعضاء في عام 2012 م. بعد طلب الاقتراحات من أعضائها حول كيفية الإستفادة من هذا المبلغ، تقرر تمويل نصب تذكاري لجريسلي. كان هذا في الأصل عبارة عن تمثال نصفي ، لكن تقرر لاحقًا إقامة تمثال كامل الطول. تم طلب المساهمات من الجمهور والتي جمعت 13000 جنيه إسترليني من 130 شخصًا.
تم تكليف النحات هازل ريفز بإنتاج التمثال مقابل 95 ألف جنيه إسترليني. استخدم ريفز طريقة صب الشمع التقليدية. اتباعاً لطريقة أوغست رودان بالبدء بشخصية عارية. تم تشكيل هذا في الراتنج، والذي تم استخدامه لتشكيل نموذج الشمع لعملية صب البرونز. تم صب التمثال البرونزي في مسبك وايت تشابل بيل. وقد استغرق إنشاء التمثال من التخطيط إلى إكتماله حوالي 18 شهرًا.
يبلغ حجم العمل المنجز حوالي 7 قدم (2.1 م) . يصور التمثال جريسلي واقفًا ويده اليمنى في جيب سترته، ويده اليسرى ممسكًا بمجلة فنية.
تم الكشف عن التمثال في 5 أبريل 2016، الذي يوافق الذكرى 75 لوفاة جريسلي، في حفل حضره السير بيتر هندى، رئيس شبكة السكك الحديدية، وأحفاد جريسلي. تم وضع التمثال بالقرب من مكتب الحجز وعلى بعد أمتار قليلة من المكتب الذي شغله جريسلي خلال فترة عمله كرئيس للمهندسين الميكانيكيين. اللوحة على الحائط خلف التمثال تحدد مسيرة جريسلي. تحمل اللوحة اسم ريفز (النحات) وتشير إلى أن التمثال بتكليف من جمعية جريسلي.